# 云南野独活
云南野独活（学名：Miliusa tenuistipitata）是番荔枝科野独活属的植物，为中国的特有植物。分布于中国大陆的云南等地，生长于海拔1,500米的地区，一般生长在山地阔叶林中或山谷灌木丛中，目前尚未由人工引种栽培。

## 别名
短柄密榴木（植物分类学报）